# 渭南职业技术学院
渭南职业技术学院，是一所位于中国陕西省渭南市的公办普通专科高校。

## 校史
渭南职业技术学院是由原陕西省中医学校、原陕西省大荔师范学校、原陕西省蒲城师范学校和原陕西省渭南农业学校合并组建而成。

## 现状
学校校址位于渭南高新技术产业开发区，现有七系三部，20多个高职专业和18个中职专业。

## 院系设置
1. 护理系
2. 医药学系
3. 师范教育系
4. 经济管理系
5. 机电工程系
6. 畜牧兽医系
7. 园林园艺系
8. 基础课部
9. 思想政治理论课教学部